# جون فيتزباتريك (صحفي)
جون فيتزباتريك (بالإنجليزية: John Fitzpatrick)‏ هو صحفي أسترالي، ولد في 15 فبراير 1862 في Moama ‏ في أستراليا، وتوفي في 7 أغسطس 1932 في Roseville, New South Wales ‏ في أستراليا.